# Mucilopilus
Mucilopilus is een geslacht van schimmels behorend tot de familie Boletaceae. De typesoort is Mucilopilus viscidus, die later werd hernoemd naar Fistulinella viscida.

## Soorten
Volgens Index Fungorum bevat het geslacht vijf soorten (peildatum augustus 2023):
| Soortnaam                    | Auteur(s)               | Publicatiejaar |
| ---------------------------- | ----------------------- | -------------- |
| Mucilopilus castaneiceps     | (Hongo) Hid. Takah.     | 1988           |
| Mucilopilus cinnamomeus      | Yan C. Li & Zhu L. Yang | 2021           |
| Mucilopilus mexicanus        | (Guzmán) Wolfe          | 1982           |
| Mucilopilus paracastaneiceps | Yan C. Li & Zhu L. Yang | 2021           |
| Mucilopilus ruber            | Yan C. Li & Zhu L. Yang | 2021           |